# Fogjunk tolvajt!
A Fogjunk tolvajt! (eredeti cím : To Catch a Thief) 1955-ben bemutatott, Oscar-díjas, romantikus amerikai thriller. Rendezője Alfred Hitchcock. A film John Michael Hayes forgatókönyvéből készült, ami a filmmel azonos című 1952-es könyvön alapult, aminek írója David Dodge. Főszereplők Cary Grant, mint „nyugdíjas” betörő, akinek a becsülete érdekében el kell kapnia egy ékszertolvajt, és Grace Kelly, aki romantikus érzelmeket táplál iránta. Grace Kelly és Hitchcock ebben a filmben dolgoztak utoljára együtt.

## Cselekménye
John Robie (Cary Grant) egy jómódban élő, „nyugdíjas” betörő, „A Macska”, aki egy Nizza közeli villában él. Amikor a Francia Riviéra több szállodájából értékes ékszereket lopnak el, a rendőrség és a lakosság gyanúja "A Macská"-ra terelődik, a rendőrség ki akarja hallgatni, ő azonban átveri őket és egy nizzai étterem tulajdonosához megy tanácsért, ahol az alkalmazottak ellenséges hangulatban fogadják.
Kiderül, hogy a háború előtt John Robie és a többiek bűnözéssel keresték a kenyérre valót. John Robie meggazdagodott, de évekre börtönbe került. A második világháború alatt mindannyian részt vettek a francia ellenállás (a Resistance) munkájában, így a háború után kegyelmet kaptak azzal a feltétellel, hogy feladják a bűnözői életmódot. A többiek úgy gondolják, hogy John Robie megszegte ezt a megállapodást, ezért ellenségesek vele szemben. Bertani, az étterem tulajdonosa, Foussard, a borpincér és a többiek azért is utálják Robie-t, mert a mostani lopások miatt őket is gyanúsítja a rendőrség.  A rendőrség az étteremnél is megjelenik, de Robie-nak sikerül elmenekülnie Foussard lánya,  Danielle (Brigitte Auber) segítségével, aki motorcsónakon a cannes-i strandig szállítja, ahol Robie fürdőruhában kiúszik a partra.
Robie terve az, hogy elkapja az igazi tolvajt, mert csak így bizonyíthatja be az ártatlanságát.  Robie az ékszereket biztosító brit társaság ügynökének, egy bizonyos Hughson (John Williams) segítségét kéri, hogy adja meg neki a környéken található gazdag ékszertulajdonosok listáját, hogy kitalálhassa, a tolvaj hova fog legközelebb betörni. Ha sikerül elkapnia a tettest, a biztosítónak kisebb vesztesége lesz, így az ügynök, ha nehezen is, de belemegy az alkuba, de erről értesíti a rendőrséget is. A rendőrfőnöknek mindegy, hogy ki az ékszertolvaj, így hagyja Robie-t ténykedni, de rajta tartja a szemét.
Az özvegy Jessie Stevens (Jessie Royce Landis) és lánya, Frances (Grace Kelly) a lista elején helyezkedik el. Ők amerikaiak, akik a birtokukon talált olajból gazdagodtak meg, miután a férje meghalt.  Robie a biztosítási ügynök segítségével a két nő közelébe férkőzik és megismerkedik velük. Az özvegynek mint fakitermelő-telep tulajdonos mutatkozik be, Conrad Burns néven és szinte tudomást sem vesz a csinos lányáról.  A lány azonban búcsúzáskor szájon csókolja. Hughson azt tanácsolja az özvegynek, hogy a biztonság érdekében tegye a hotel széfjébe az ékszereit, ő azonban úgy gondolja, hogy jobban szereti hordani őket.
Robie és Frances másnap a strandon találkozik  Danielle-lel, ahol Robie úgy tesz, mintha akkor ismerte volna meg a lányt, Frances azonban rájön, hogy már korábban is ismerték egymást. 

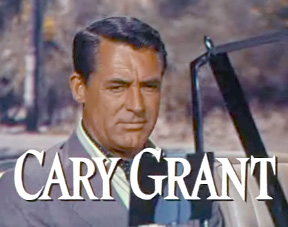
Cary Grant mint utas

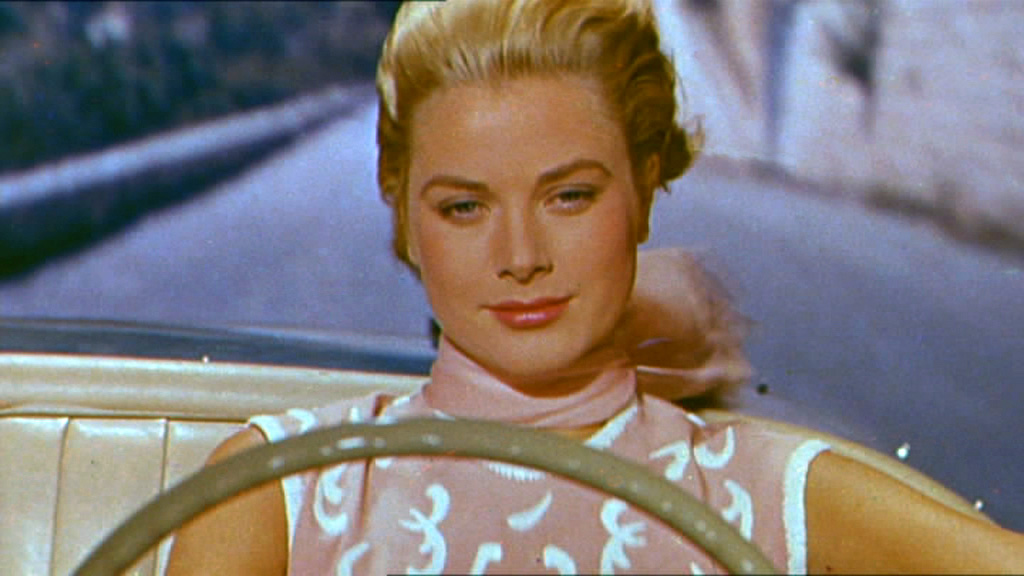
Grace Kelly mint Frances Stevens a rendőrök elől menekül

Frances úgy gondolja, tudja a férfi titkát, de nem buktatja le, mert érdekesnek találja az ékszertolvajlással járó izgalmakat, így felajánlja a részvételét. Robie azonban tagad mindent és elutasítja a lányt.
Másnap reggel Jessie felfedezi, hogy eltűnt az összes ékszere.  Frances Robie-t vádolja, aki a tolvaj nyomait keresi a helyszínen, majd eltűnik a tető felé, amikor a rendőrség megérkezik. Jessie elhiszi Robie-nak, hogy nem ő a tolvaj, lánya azonban nem. Jessie nem izgatja magát az eltűnt ékszerei miatt, hiszen azok biztosítva vannak.
A következő kiszemelt helyszínen este Robie meglát valakit, de nem tudja elkapni az illetőt, majd egy másik éjszaka az illető megtámadja őt, de leesik a magas sziklaparton és kitöri a nyakát. Foussard, a borpincér az.
A rendőrség az újságokon keresztül bejelenti, hogy „A Macska” meghalt.  Robie felkeresi a rendőrfőnököt és rámutat, hogy Foussard-nak falába volt, így aligha mászkálhatott olyan ügyesen a tetőkön. Már korábban az étteremben látszott, hogy húzta a lábát, így Robie biztos benne, hogy nem ő a tolvaj, csak meg akarta ölni őt. A rendőrfőnök ismét megerősíti, hogy számára mindegy kit kapnak majd el.
Foussard temetésén Danielle nyíltan megvádolja Robie-t az apja meggyilkolásával, mire Robie pofon vágja a lányt. A temetőn kívül Frances várja Robie-t és bocsánatot kér tőle, amiért megvádolta, hogy ő a tolvaj. Egyúttal bevallja neki, hogy szerelmes belé.  Robie továbbra is folytatni akarja a keresést az igazi „Macska” után, ezért azt kéri a nőtől, hogy szerezzen számára meghívót egy álarcosbálba, amit a listán következő gazdag villában tartanak.
A bálon Frances aranyló nagyestélyiben jelenik meg, Robie pedig mint néger rabszolgája, így fekete maszkot visel. A rendőrség emberei is XIV. Lajos korabeli ruhákat hordanak és rajta tartják a szemüket a „néger szolgán” (akiről megtudják, hogy valójában Robie az, amikor Jessie azt kéri tőle, hogy hozza le a gyógyszerét a szobájából, amire a „néger szolga” Robie hangján válaszol). Frances és a néger rabszolga kitartóan táncolnak a bál végéig a nyílt színen. Miután a vendégek már elmentek és leoltják a fényeket, egy sötét árnyat látunk, amint ékszereket vesz magához egy szobában. Robie a tetőn várakozik egy sötét ruhában.  Amikor Frances és a néger rabszolga visszatérnek a szobába, kiderül, hogy a maszk alatt Hughson rejtőzött.
Robie már nem győz várni, de hirtelen zajt hall. Ahogy közelebb oson a másik alakhoz, a rendőrség is felfigyel a zajra, és lövöldözni kezd Robie-ra, azonban nem találják el. Robie-nak sikerül utolérnie a tolvajt, akinél ott vannak az ékszerek egy kis zsákban, amit leejt a tetőről. Amint ő maga is majdnem leesik a tetőről, Robie elkapja a kezét. Ekkor kiderül, hogy ő Foussard lánya, Danielle. Robie kényszeríti, hogy vallja be, ő volt a tolvaj, és hogy Bertani irányította az akciókat, majd felhúzza a lányt a tetőre. 
Robie visszatér a birtokára, ahol hamarosan megjelenik Frances és el akar búcsúzni tőle, ezúttal azonban Robie nem engedi el, és szenvedélyesen megcsókolja. Frances megemlíti, hogy az anyja jól fogja érezni a birtokon magát, ennek hallatán Robie kissé megretten.

## Szereplők
| Szerep                                                    | Színész             | Magyar hangja (1. szinkron, 1982) | Magyar hangja (2. szinkron) |
| --------------------------------------------------------- | ------------------- | --------------------------------- | --------------------------- |
| 1. John Robie, „a Macska”                                 | Cary Grant          | Szersén Gyula                     | Csernák János               |
| 2. Frances Stevens                                        | Grace Kelly         | Ábrahám Edit                      | Juhász Judit                |
| 3. Jessie Stevens, Frances anyja                          | Jessie Royce Landis | Géczy Dorottya                    | Bókai Mária                 |
| 4. H. H. Hughson biztosítási ügynök                       | John Williams       | Kaló Flórián                      | Makay Sándor                |
| 5. Monsieur Bertani étteremtulajdonos, John Robie barátja | Charles Vanel       | Verebes Károly                    | Gruber Hugó                 |
| 6. Danielle Foussard                                      | Brigitte Auber      | Balogh Erika                      | Szénási Kata                |
| 7. Foussard borpincér, Danielle apja                      | Jean Martinelli     | N/A                               | N/A                         |
| 8. Germaine, John Robie házvezetőnője                     | Georgette Anys      | Győri Ilona                       | N/A                         |
| 9. Lepic rendőrfelügyelő                                  | René Blancard       | Szabó Ottó                        | Kránitz Lajos               |

Alfred Hitchcock jellegzetes cameoszerepe: ezúttal a film elején egy utas volt a buszon, aki Cary Grant mellett ült.
Bár a filmben Danielle jóval fiatalabb nő, mint Frances, a valóságban Brigitte Auber másfél évvel idősebb volt Kellynél.

## A film készítése
Ez volt Hitchcock első olyan filmje az öt közül, amit a VistaVision szélesvásznú eljárásával készített, és az utolsó filmje Grace Kelly-vel. A film egy sikeres együttműködés kezdetét jelentette Cary Granttel, aki az 1959-es, klasszikus Észak-Északnyugatban szintén egy olyan férfit játszik, akit összetévesztenek valakivel és ezért nyaktörő kalandokon kell keresztülmennie, mielőtt bizonyítani tudja ártatlanságát.

## A film forgalmazása
A Fogjunk tolvajt! az egyetlen olyan Hitchcock film, melyet a Paramount adott ki és még mindig ők birtokolják annak tulajdonjogait. A többi filmjét Hitchcock megvásárolta az 1960-as évek elején. Ezeket azóta a Universal Studios forgalmazza.

## Díjak, jelölések
Oscar-díj (1956)
- díj: legjobb operatőr (Robert Burks)
- jelölés: legjobb látványtervezés (Hal Pereira, Joseph McMillan Johnson, Samuel M. Comer, Arthur Krams)
- jelölés: legjobb jelmeztervezés (Edith Head)

Velencei Nemzetközi Filmfesztivál (1955)
- jelölés: Arany Oroszlán (Alfred Hitchcock)

Writers Guild of America (1956)
- jelölés: legjobb amerikai vígjáték (John Michael Hayes)

## Szakirodalom
- De Rosa, Steven. Writing with Hitchcock: The Collaboration of Alfred Hitchcock and John Michael Hayes. Faber and Faber (2001). ISBN 0571199909
- Orengo, Nico. La Guerra del Basilico (The Basil War (italian nyelven). Einaudi (2006). ISBN 880618296X
- Spoto, Donald. The Dark Side of Genius. Da Capo (1999). ISBN 0-306-80932-X

## További hivatkozások
- „Two Interviews About To Catch a Thief” by Tifenn Brisset, Film International magazine Vol. 11, No. 6, 2013, pages 13–21. Interviews with French script supervisor Sylvette Baudrot conducted September 2011 and actress Brigitte Auber, September 2011, March 2013, regarding their work on the film and with Cary Grant and Alfred Hitchcock. Discussion of a different ending and script differences. Twelve color photographs, nine pages.